# 番子潭
番子潭，原寫為番仔潭，是臺灣嘉義縣竹崎鄉的一個傳統地域名稱，位於該鄉西南部。相較於今日行政區，其範圍大致包括為義和村東部的中段及南段、義仁村不含北端及東北端。

## 歷史
台灣日治初期，番子潭地區為一街庄（舊制街庄），稱為「番仔潭庄」，隸屬於打貓東下堡。該庄北及東北與獅仔頭庄為鄰，東邊北段與羗仔科庄為鄰，東邊南段及南邊隔牛稠溪分別與鹿蔴產庄、灣橋庄為界，西邊為山仔門庄。
1901年（日治明治三十四年）11月11日，全台設置二十廳，該庄隸屬於嘉義廳。1904年（明治三十七年）2月15日，該庄編入「大崎腳區」，隸屬於嘉義廳。1909年（明治四十二年）10月25日，全台整併二十廳為十二廳，該庄仍隸屬於嘉義廳。1910年（明治四十三年）1月18日，各區管轄區域調整，該庄仍隸屬於嘉義廳的「大崎腳區」。
1920年（大正九年）10月1日，全台廢十二廳改設五州二廳，該庄改制並雅化為「番子潭」大字，隸屬於臺南州嘉義郡竹崎庄（新制街庄）。
戰後竹崎庄改制為竹崎鄉，隸屬於臺南縣，大字亦改制為村。1950年（民國39年）10月，雲、嘉、南分治，竹崎鄉改隸屬於嘉義縣。

## 聚落
本地區發展較早的聚落有番仔潭、下藔仔、雙寬潭、下溪角等，在日治期初期的官方地圖上已有記載。

## 交通
縣道166號是東石至瑞里的道路，經過本地區中北部。由該道路西行可前往民雄鄉、新港鄉、六腳鄉、東石鄉，並止於縣道168號轉角路口；東行可前往竹崎鄉竹崎市區、梅山鄉的瑞里，並止於縣道162甲線路口。
鄉道嘉110線是大崎腳至半天寮的道路。
鄉道嘉110-1線是義和至義仁的道路。

## 景點
- 吳鳳故居